# Lonchura bicolor
El capuchino bicolor (Lonchura bicolor) es una especie de ave paseriforme de la familia Estrildidae propia de África occidental y central. 

## Distribución y hábitat
Se encuentra en las bosques tropicales y sabanas húmedas de África occidental y central, en una extensión total de unos 4.200.000 km².